# 简单鞘群海葵
简单鞘群海葵（学名：Epizoanthus fatuus）为鞘群海葵科鞘群海葵属的动物。分布于太平洋西部、日本、印度洋苏门答腊岛以及中国东海等海域。